# 손진
손진(孫震, ? - 280년)은 중국 삼국 시대 오나라의 황족으로, 손린(孫鄰)의 아들이다.

## 행적
《오력》에 따르면, 손린에게는 작위를 이은 손묘 외에도 아들이 더 있어, 손술은 무창독 · 평형주사가 되었고, 손진은 무난독이 되었고, 손해는 성문교위가 되었고, 손흠은 악향독이 되었다.
천기 4년(280년), 서진에서 대대적으로 군사를 출동시켜 오나라를 정벌하였다. 황제 손호(孫皓)는 왕혼(王渾)의 군대가 남하한다는 소식을 듣고 손진을 호군(《진서》 왕혼전에서는 대장군)으로써 승상 · 군사 장제(張悌), 단양태수 심영(沈瑩)과 함께 군사 3만 명을 이끌고 강을 건너 싸우게 하여, 서진의 성양도위 장교를 양하교에서 포위하여 항복을 받아냈다. 이들은 성양으로 나아가다 왕혼이 파견한 토오호군 장한(張翰), 양주자사 주준(周浚)과 대치했는데, 오나라 군대가 어지러워진 틈을 타 장교가 뒤에서 오나라 군대를 공격하였으니 오나라 군대는 피교에서 지고, 장제, 손진, 심영은 진나라에 사로잡혀 처형되었다.

## 친척 관계

### 관련 인물
- 손강
- 손분
- 손보
- 손린
- 손술
- 손흠